# Treinbeïnvloeding

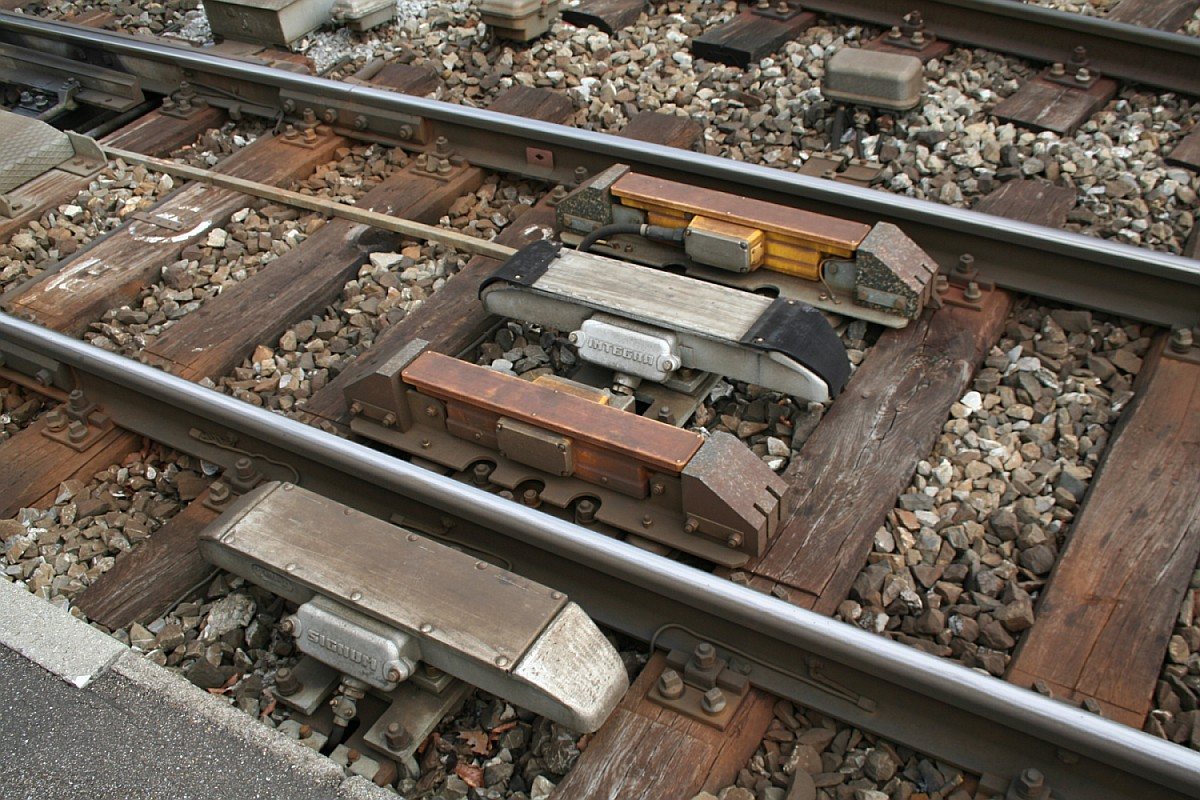
Vier bakens in Zwitserland. Het baken buiten het spoor en het baken in het midden van het spoor horen bij het treinbeïnvloedingssysteem Signum, de twee gele bij het nieuwere ZUB-121.

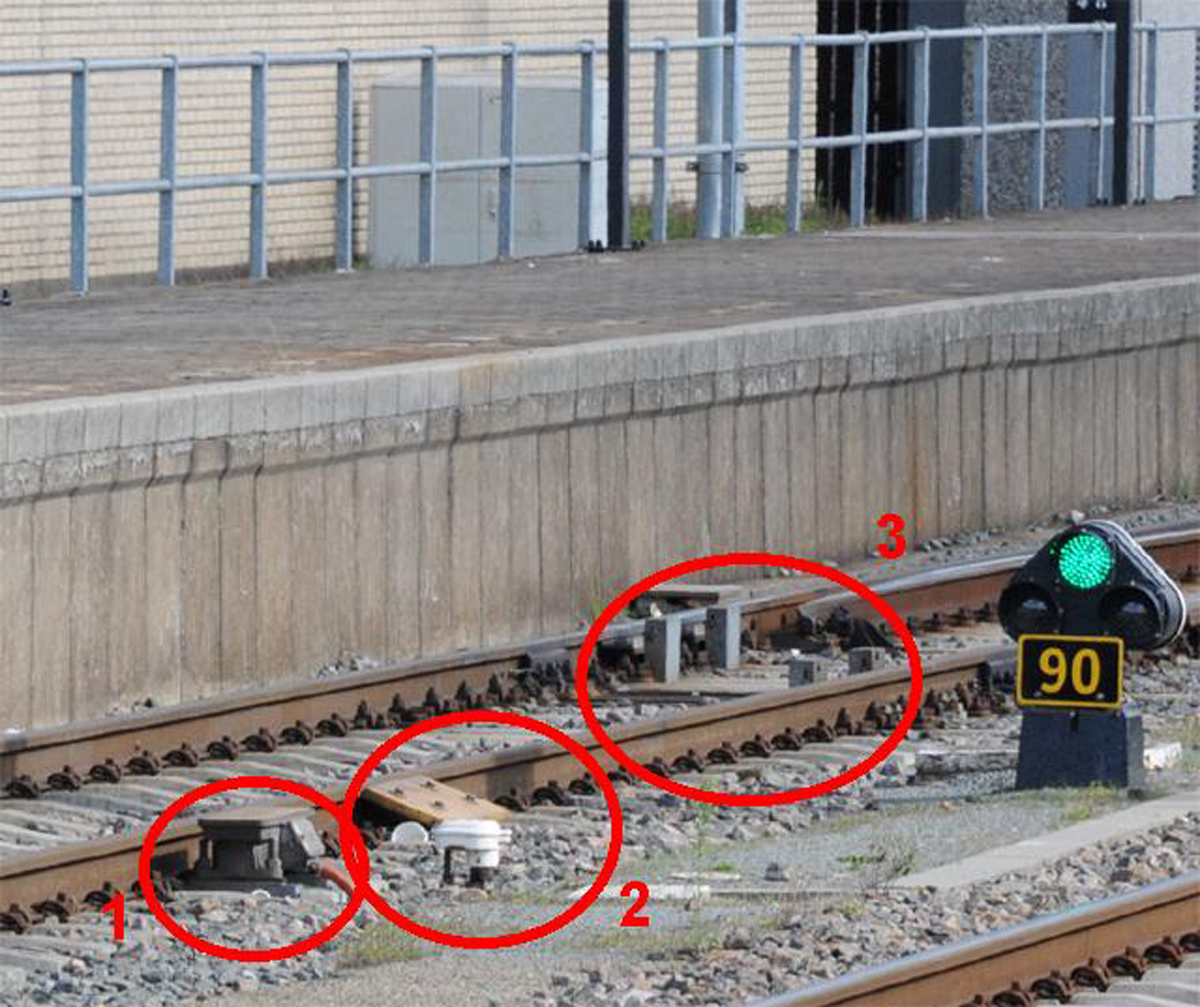
Venlo spoor 1 naar Viersen
1: baken van het Duitse systeem PZB,
2: baken van het Nederlandse ATB-Vv,
3: flenssmeerpunten voor de reductie van geluidsoverlast

Treinbeïnvloeding is de aanduiding van systemen die helpen voorkomen dat machinisten of treinbestuurders spoorwegseinen missen. Behalve bij treinen wordt treinbeïnvloeding ook wel toegepast bij light rail en metro's. Voor metro‑ en treinverkeer bestaan er treinbesturingssystemen die de treinen geheel automatisch besturen.

## Ontwikkeling
De eerste treinbeïnvloedingssystemen ontstonden rond 1865. Deze eerste systemen waren mechanisch. Een voorbeeld is de 'Fahrsperre' die nog tot 2023 bij de S-Bahn van Berlijn werd gebruikt. Bij een stoptonend sein klapt naast het sein een constructie uit die bij een passerende trein een schakelaar voor de rem indrukt.
Bij latere systemen is geen fysiek contact met de trein meer nodig, wat slijtage voorkomt. Inmiddels is een grote variatie in treinbeïnvloedingssystemen ontstaan. Sommige treinbeïnvloedingssystemen waarschuwen alleen bij het passeren van seinen, andere grijpen automatisch in met een remming als niet correct op een sein wordt gereageerd en/of bewaken continu de snelheid van de trein.
De modernste systemen voor treinbeïnvloeding bieden meer functies dan alleen treinbeïnvloeding. Ze kennen bijvoorbeeld cabineseingeving. Baanseinen zijn dan niet meer nodig. Het European Rail Traffic Management System geeft daarnaast ook gedetailleerde informatie over de positie van de trein door. Met deze informatiestroom is een betere verkeersleiding van het spoorverkeer mogelijk. Voor metroverkeer zijn systemen ontwikkeld die bekendstaan als Communications-Based Train Control. Deze systemen nemen de gehele besturing van het metroverkeer voor hun rekening. Bij de meest geautomatiseerde versies is er geen personeel op de metrotreinen nodig.

## Indelingen naar functionaliteit
Treinbeïnvloedingssystemen kunnen we indelen op basis van wat het systeem kan, ofwel naar functionaliteit. Bij de indeling van treinbeïnvloedingssystemen naar functionaliteit wordt gekeken naar de manier waarop het treinbeïnvloedingssysteem de machinist of treinbestuurder ondersteunt bij het opvolgen van spoorwegseinen. De oudste systemen zijn eenvoudig en laten vaak alleen een signaal in de cabine of stuurpost horen, bijvoorbeeld als de trein een spoorwegsein passeert dat een remopdracht geeft.
| Soort treinbeïnvloedingssysteem   | Omschrijving | Meest toegepaste datatransmissie | Faalveiligheid | Actuele voorbeelden                                                                                         |
| --------------------------------- | --- | --- | --- | --- |
| Waarschuwingssystemen             | Deze treinbeïnvloedingssystemen waarschuwen slechts. De waarschuwing is bedoeld als ondersteuning bij het waarnemen van seinen. Bij het passeren bepaalde seinen (bijvoorbeeld geel) wordt een waarschuwingssignaal gegeven, bijvoorbeeld het laten horen van een gongslag. | De datatransmissie loopt meestal via een baken dat een bepaalde spanning ten opzichte van het spoor heeft. De trein maakt direct elektrisch (galvanisch) contact met dit baken. | Veel waarschuwingssystemen eisen dat een machinist binnen een bepaalde tijd een reactie geeft, bijvoorbeeld door te remmen of op een bevestigingsknop te drukken. Hiermee zijn deze systemen beperkt faalveilig. Er is echter geen zekerheid dat een machinist voldoende remt of na het drukken op de attentieknop een juiste beslissing zal nemen. | - Krokodil (België) - AWS (Verenigd Koninkrijk)                                                             |
| Stopsystemen                      | Deze treinbeïnvloedingssystemen brengen een trein automatisch tot stilstand als deze een stoptonend sein voorbij rijdt of dreigt te rijden. Dit is de grootste groep van treinbeïnvloedingssystemen. De modernere stopsystemen brengen treinen in het algemeen tijdig, vóór het stoptonend sein tot stilstand. | De alleroudste systemen van deze groep kenden mechanische contacten, maar meestal verloopt de datatransmissie via een één of meer inductiespoelen, die een magnetisch veld opwekken dat met een vaste frequentie wisselt.                                                                       | In de kern van de inductiespoelen bevindt zich vaak een permanente magneet. Als de inductiespoel niet functioneert, neemt de treinapparatuur het niet wisselende magnetische veld van de permanente magneet waar en zal de trein laten remmen. Dat maakt het stopsysteem faalveilig.                                                                | - ATB-Vv (Nederland) - PZB (Duitsland) - TPWS (en) (Verenigd Koninkrijk) - TBL 1 (België) - TBL 1+ (België) |
| Systemen voor snelheidsbegrenzing | Deze treinbeïnvloedingssystemen bewaken een beperkt aantal maximumsnelheden. Het Nederlandse ATB Eerste Generatie bewaakt bijvoorbeeld 40, 60, 80, 130 en 140 km/h. | De datatransmissie vindt meestal plaats via gecodeerde spoorstroomlopen. Op het spoor staat een wisselspanning die een bepaald aantal malen per minuut wordt onderbroken. Het aantal onderbrekingen per minuut wordt de code genoemd. De bewaakte maximumsnelheid wordt ingesteld door de code. | Als een code ontbreekt wordt de laagste snelheid bewaakt. Daardoor is het systeem faalveilig. | - ATB-EG (Nederland) - TVM (Frankrijk)                                                                      |
| Systemen voor remcurvebewaking    | Deze treinbeïnvloedingssystemen bewaken de maximumsnelheid en de maximaal af te leggen afstand. Op basis van de remeigenschappen en de snelheid van de trein berekent de treinapparatuur op welk punt een remming uiterlijk moet zijn ingezet om tijdig tot stilstand te komen, of tijdig een lagere maximumsnelheid bereikt te hebben. Vanaf dat punt neemt de berekende maximumsnelheid steeds af, tot uiteindelijk 0 km/u aan het einde van de maximaal af te leggen afstand. Op deze wijze ontstaat een remcurve, een reeks van afnemende maximumsnelheden. Op basis van de remcurve bewaakt de treinapparatuur of er tijdig en voldoende geremd wordt. Zo nodig remt de treinapparatuur automatisch. Dit wordt wel remcurvebewaking genoemd. | De datatransmissie bij deze systemen vindt plaats via transponders, via radiografische communicatie, en soms via kabellussen. Deze transmissiewijzen kunnen veel informatie aan de trein doorgeven.                                                                                             | Deze systemen geven rijtoestemmingen aan de trein door om tot een bepaald punt te mogen rijden. Met aanvullende rijtoestemmingen kan dat punt steeds worden opgeschoven. Stokt het doorgeven van rijtoestemmingen, dan zal de trein niet verder rijden dan het eindpunt van de laatst ontvangen rijtoestemming. Dat maakt deze systemen faalveilig. | - ERTMS - ATB-NG (Nederland) - TBL 2 (België) - LZB (Duitsland)                                             |

In Engeland zijn de termen train warning, train stop en train protection populair. Train stop en train warning zouden vertaald kunnen worden met waarschuwingssystemen en stopsystemen. Train protection systems zijn de systemen met meer functionaliteiten. Systemen voor remcurvebewaking worden in het Engels wel distance-to-go systems genoemd.

## Overige indelingen
Er is ook een aantal andere indelingen voor treinbeïnvloedingssystemen mogelijk.

### Indelingen naar datatransmissie
Datatransmissie is de wijze waarop informatie van de baan naar de trein wordt overgebracht. In Duitsland zijn twee treinbeïnvloedingssystemen in gebruik die genoemd zijn naar de wijze van datatransmissie:
Continue datatransmissie vindt voortdurend en dus overal langs het beveiligde spoor plaats. Een voorbeeld is Linienförmige Zugbeeinflussung (LZB). Een versie voor snelheden groter dan 160 km/uur (LZB 80) is in gebruik bij de Duitse spoorwegen; metroversies zijn in gebruik bij de Amsterdamse en Rotterdamse metro. De continue datatransmissie verloopt bij de Amsterdamse metro via een kabel tussen de rails, bij de Rotterdamse metro worden gecodeerde spoorstroomlopen gebruikt. Het Nederlandse ATB-EG kent ook continue datatransmissie via gecodeerde spoorstroomlopen.
Discrete ('puntvormige') datatransmissie betekent dat de informatie op vaste plaatsen langs het spoor wordt doorgegeven aan de trein. Een bekend voorbeeld is het Duitse Punktförmige Zugbeeinflussung (PZB). Nederlandse voorbeelden hiervan zijn ATB-NG en ATB-Vv.
Er zijn meerdere methoden voor het overbrengen van data voor treinbeïnvloeding, waaronder mechanisch en elektrisch contact, inductie en radiocommunicatie. Hoe jonger de wijze van datatransmissie, hoe meer data kunnen worden doorgegeven. Latere treinbeïnvloedingssystemen kennen vaak meerdere vormen van datatransmissie, waardoor ze het niet altijd eenduidig naar datatransmissie ingedeeld kunnen worden. Dit geldt bijvoorbeeld voor het Franse TVM, waarbij informatie voor snelheidsbegrenzing via spoorstroomlopen wordt doorgegeven en andere informatie via kabellussen. TVM is ingedeeld op basis van de transmissiewijze van de snelheidsbegrenzing. Een ander voorbeeld is het ERTMS, dat gebruikmaakt van transponders, radio (GSM-R), kabellussen en in sommige gevallen zelfs ook van baanseinen, dus van seinen langs de spoorbaan. Het ERTMS is ingedeeld op basis van de transmissiewijze van de rijtoestemming in de toepassingsniveaus 2 en 3 van het ERTMS.
| Datatransmissie                        | In gebruik vanaf | Beschrijving datatransmissie | Functies | Actuele voorbeelden |
| -------------------------------------- | ---------------- | --- | --- | --- |
| Mechanisch                             | 1865             | Bij een stoptonend sein wordt bijvoorbeeld een arm tussen de rails omhoog gebracht, zodat een beugel onder de trein die arm raakt en wegklapt als de trein passeert. Dit brengt de rem van de trein in werking. Dergelijke constructies werden soms ook aan de zijkant van de spoorbaan en de trein aangebracht. Bij een verdere ontwikkeling wordt het mechanische onderdeel van de trein 'ingetrokken' als de trein remt, zodat het niet wordt geraakt door het onderdeel van de baanzijde. treinbeïnvloedingssystemen uit deze groep kennen discrete ('puntsgewijze') datatransmissie. Er kan één 'code' aan de trein doorgegeven worden.                                                                                          | De eerste systemen waren waarschuwingssystemen en lieten alleen een gong of een ander geluid in de cabine horen. Later werden deze systemen ook wel als stopsystemen uitgevoerd en brachten een trein tot stilstand als deze een stoptonend sein passeerde. De trein werd dan dus ná het stoptonende sein tot stilstand gebracht. Nog latere treinbeïnvloedingssystemen uit deze groep grijpen alleen in als de trein niet zelf al remt. Deze systemen kunnen een trein in veel gevallen wel voor het stoptonende sein tot stilstand brengen. treinbeïnvloedingssystemen uit deze groep bewaken geen maximumsnelheden. | - Fahrsperre (S-Bahn in Berlijn) |
| Elektrisch contact                     | 1872             | Een baken in het spoor wordt bij bepaalde seinstanden onder een (lage) spanning gebracht. Een 'stroomafnemer', een soort staalborstel onder de trein, maakt contact met het baken. Er kan één signaal doorgegeven worden. Bij een latere ontwikkeling kon het baken een positieve en een negatieve spanning voeren, zodat twee 'codes' aan de trein doorgegeven kunnen worden. treinbeïnvloedingssystemen uit deze groep kennen discrete ('puntsgewijze') datatransmissie. | Deze treinbeïnvloedingssystemen zijn waarschuwingssystemen. Ze brengen een trein niet tot stilstand en bewaken geen maximumsnelheden. Bij het waarnemen van een elektrische spanning, bijvoorbeeld bij het passeren van een stoptonend sein, gaat een gong af in de cabine. Eventueel moet de machinist of treinbestuurder een handeling verrichten om te bevestigen dat hij het signaal heeft gehoord, en waarmee hij een noodremming voorkomt. | - Krokodil (België) - AWS (Verenigd Koninkrijk) |
| Gecodeerde stroomspoorlopen            | 1920             | Een wisselspanning met een laag voltage wordt in pulsvorm op een van de spoorstaven aangebracht. Via de eerste as van de trein ontstaat een stroomkring die de trein via opneemspoelen meet. Aanvankelijk zijn drie of vier verschillende pulsritmes of codes mogelijk, kenmerkende waarden zijn 75, 120 en 180 pulsen per minuut. Latere Franse systemen (TVM) kennen tot 27 codes. Treinbeïnvloedingssystemen uit deze groep bieden continue datatransmissie. Het ontbreken van een code heeft bij sommige systemen uit deze groep een specifieke betekenis, namelijk dat de laagste snelheid wordt bewaakt. Er is dan geen datatransmissie. Men spreekt dan van semi-continue datatransmissie.                                     | Treinbeïnvloedingssystemen uit deze groep zijn systemen voor snelheidsbegrenzing. Ze bewaken een aantal maximumsnelheden. Het geldende maximum wordt aangegeven met een pulsritme ofwel 'code'. Als de trein sneller rijdt dan dat maximum én als de machinist niet remt dan grijpen deze systemen in. In het algemeen bewaken systemen uit deze groep niet dat treinen tot stilstand komen. Ze laten dus toe dat treinen stoptonende seinen passeren; treinen worden daarbij wel gedwongen af te remmen tot een lage snelheid. Sommige systemen, waaronder het Franse TVM en een aantal metro's en spoorlijnen in de Verenigde Staten, bewaken wel dat de trein afremt tot stilstand, maar dat kan na het rode sein zijn.                                                                                      | - ATB-EG - TVM (ontwikkeld voor de TGV) - EVM (Hongarije) - BACC (Italië) - PCCS (VS) |
| Inductiespoelen                        | 1934             | De inductiespoelen zijn aangebracht in de spoorbaan. Zij wekken een magnetisch veld op dat met een vaste hoge frequentie fluctueert. Dat magnetische veld wordt opgevangen door een antenne in de trein. Verreweg de meeste inductiespoelen zijn rond een permanente magneet gewikkeld. Deze inductiespoelen worden ook wel magneten genoemd. Meer recente treinbeïnvloedingssystemen uit deze groep kennen twee of drie frequenties, het Spaanse ASFA zelfs vijf. De spoel geeft dan steeds een van de frequenties. Er zijn ook systemen die per sein gebruikmaken van meerdere inductiespoelen met onderling verschillende frequenties. treinbeïnvloedingssystemen uit deze groep bieden discrete ('puntsgewijze') datatransmissie. | De systemen uit deze groep zijn in het algemeen stopsystemen. De inductiespoelen bevatten eenvoudige informatie over de stand van de spoorwegseinen, met name of een sein een rem- of stopopdracht toont. Als een machinist niet voldoende remt bij nadering van een rood sein wordt de trein automatisch tot stilstand gebracht. Vooral de nieuwere treinbeïnvloedingssystemen uit deze groep bieden een behoorlijke mate van zekerheid dat een trein altijd vóór een stoptonend sein tot stilstand komt. Voorwaarde is daarbij dat de snelheid van de trein bij het passeren van de (eerste) inductiespoel niet sneller rijdt dan de maximale snelheid waarvoor het stopsysteem is ontworpen. Sommige nieuwere systemen uit deze groep bewaken één of enkele maximumsnelheden.                                | - PZB (Duitsland) - TPWS (Verenigd Koninkrijk) - ASFA (Spanje) - ATB-Vv |
| Kabellussen                            | 1964             | LZB maakt gebruik van kabellussen die aansluitend aan elkaar liggen, waardoor dit systeem continue datatransmissie biedt. Kabellussen zenden continu (gemoduleerde) radiosignalen uit. De kabellussen van LZB en SELCAB (dat een verdere ontwikkeling van LZB is) hebben een vaste lengte, gewoonlijk vijftig meter, en de polariteit wisselt bij elke lus. De wisseling van de polariteit wordt gedetecteerd door de treinapparatuur. Onnauwkeurigheden in de plaatsbepaling van de trein door bijvoorbeeld slippen en doorglijden worden bij elk begin van een lus opgemerkt en gecorrigeerd. Daarmee wordt de odometrie (plaatsbepaling) van de trein sterk verbeterd.                                                             | LZB 80 en SELCAB zijn systemen voor remcurvebewaking. De verdergaande computerisering maakt het mogelijk dat de apparatuur in de trein continu de maximumsnelheid van de trein continue berekenen en bewaken, tot aan het punt waar de trein stil moet staan. Deze twee treinbeïnvloedingssystemen bieden een grote mate van zekerheid dat een trein altijd vóór een stoptonend sein tot stilstand komt. Andere systemen in deze groep, zoals de metroversies van LZB, zijn meestal systemen voor snelheidsbegrenzing. Ze bewaken een aantal maximumsnelheden. Een trein die niet sneller rijdt dan de laagste maximumsnelheid kan een stoptonend sein passeren. De treinbeïnvloedingssystemen uit deze groep bieden cabineseingeving ofwel stuurpostsignalisatie.                                              | - LZB (Duitsland, Rotterdamse Metro) - SELCAB (Spanje en Verenigd Koninkrijk, Chiltern line) - HKT (Denemarken, stadsspoornet Kopenhagen) |
| Transponders                           | 1982             | Transponders zenden alleen wanneer ze zelf 'aangestraald' (bevraagd) worden. treinbeïnvloedingssystemen uit deze groep bieden in het algemeen discrete ('puntsgewijze') datatransmissie. | De systemen uit deze groep zijn vaak systemen voor remcurvebewaking. De verdergaande computerisering maakt het mogelijk dat de apparatuur in de trein continu de maximumsnelheid van de trein continue berekenen en bewaken, tot aan het punt waar de trein stil moet staan. De treinbeïnvloedingssystemen uit deze groep bieden een grote mate van zekerheid dat een trein altijd vóór een stoptonend sein tot stilstand komt. Treinbeïnvloedingssystemen uit deze groep bieden cabineseingeving ofwel stuurpostsignalisatie. Uitzonderingen in deze groep vormen het Belgische TBL 1 en TBL 1+. Dit zijn stopsystemen en deze bieden alleen zekerheid dat een trein vóór een stoptonend sein tot stilstand komt als de snelheid van de trein bij het passeren van het baken beneden een bepaalde waarde ligt. | - ATB NG - TBL (Verenigd Koninkrijk, Chiltern line) - TBL 1 (België) - TBL 1+ (België) - TBL 2 (België) - ZUB (o.a. RandstadRail en Zwitserland) - Ebicab (o.a. Zweden) - KVB (Frankrijk) - RSDD/SCMT (Italië)                                                                       |
| Gestandaardiseerde (radio)communicatie | 2003             | De meest recente groep van treinbeïnvloedingssystemen zijn interoperabel, of beloven dat op termijn te worden. Interoperabel betekent hier dat de datatransmissie in hoge mate is gestandaardiseerd. Het belang hiervan is dat spoorwegondernemingen niet steeds aan een eenmaal gekozen fabrikant gebonden zijn. De datatransmissie verloopt in veel gevallen via radio, wat continue datatransmissie biedt. Vaak wordt de positie van de trein door de treinapparatuur vastgesteld en via radio aan de baanapparatuur doorgegeven. Baanapparatuur voor treindetectie is dan niet nodig. | treinbeïnvloedingssystemen uit deze groep zijn systemen voor remcurvebewaking. Ze bieden cabineseingeving ofwel stuurpostsignalisatie. Deze systemen bieden een grote mate van zekerheid dat treinen maximumsnelheden niet overschrijden, en tijdig en voldoende afremmen om een lagere maximumsnelheid te bereiken of tot stilstand te komen. | - European Rail Traffic Management System (Europa) - Positive Train Control (Verenigde Staten) - Zugbeëinflussung für Meter- und Spezialspurbahnen (Zwitserland) - Chinese Train Control System (China) - Communications-Based Train Control (Wereldwijd op zeer drukke metrolijnen) |

### Indeling naar ERTMS-specificatie
Het European Rail Traffic Management System (ERTMS) is een specificatie, die is vastgelegd in verordening (EU) 2016/919 van de Europese Commissie. Door het ERTMS als een vast te leggen is het mogelijk gemaakt dat meerdere leveranciers ERTMS-systemen kunnen aanbieden. Dit besluit onderscheidt treinbeïnvloedingssystemen van klasse A en van klasse B. In het artikel over ERTMS staan voorbeelden van klasse A-systemen.
Systemen van klasse B zijn treinbeïnvloedingssystemen die op 20 april 2001 binnen de Europese Unie in gebruik waren, maar niet aan de ERTMS-specificatie voldeden of voldoen.
Systemen die niet klasse A of klasse B zijn mogen in Europa in principe niet gebruikt worden, maar uitzonderingen zijn wel mogelijk.
Een eerste uitzondering is het Belgische TBL 1+. Deze uitzondering was mogelijk omdat TBL 1+ gezien kan worden als TBL 1 met toevoeging eurobalises. Eurobalises zijn ERTMS-componenten en daarom is TBL 1+ ook te zien als het begin van de aanleg van ERTMS.
Een andere uitzondering is het Nederlandse ATB-Vv. Deze uitzondering was mogelijk omdat bij ATB-EG een veiligheidsgebrek onderkend werd. Dit veiligheidsgebrek bestaat hieruit dat ATB-EG als laagste snelheid 40 km/h bewaakt en niet controleert of een trein daarna voor een rood sein zal stoppen. Het stopsysteem ATB-Vv controleert dit wel en daarom mocht het snelheidsbegrenzingssysteem ATB-EG aangevuld worden met ATB-Vv.

### Indeling naar automatiseringsgraad
De indeling naar automatiseringsgraad is afkomstig van de Union Internationale des Tranports Publics (UITP). Er zijn vijf graden van automatisering (Grade of Automation) gedefinieerd, aangeduid als GoA 0 t/m GoA 4.

## Externe bronnen
- (en) Coenraad, ir. W.J., An Introduction to Intermittent and Continuous ATP (pdf). IRSE (13 februari 2012). Gearchiveerd op 16 april 2023. Geraadpleegd op 16 april 2023.
- (en) Connor, Piers, Signalling Pages. Railway Technical Web Pages. Gearchiveerd op 27 februari 2009. Geraadpleegd op 26 oktober 2013.

## Verwijzingen
1. ↑  (de) Olaf Hoell, Bernauer Fahrsperre der Berliner S-Bahn. S-Bahn-Galerie (20 mei 2020). Geraadpleegd op 25 augustus 2021. “Um bei "Halt" zeigendem Signal das Durchfahren zu verhindern, wurde eine mechanische (...) Streckenanschlag montiert, welcher bei "Halt" zeigendem Signal geschlossen ist. Die mechanische Fahrsperreneinrichtung [wird] bis 2023 durch das neu elektronische System ZBS (Zugbeeinflussung S-Bahn) abgelöst.”
2. ↑  Riechers, Daniël (1995). Metro's in Europa. De Alk, Alkmaar. ISBN 9789060130117.
3. ↑  (en) J. B. Calvert, Le Crocodile, An introduction to French cab signals and speed recorders 7e alinea na het kopje 'Cab Signals' (22 mei 2004).
4. ↑  (en) US Congres, Office of Technology Assessment (mei 1976). Automatic Train Control in Rail Rapid Transit, "Appendix E".
5. ↑  (en) J. B. Calvert, Le Crocodile, An introduction to French cab signals and speed recorders kopje 'The Crocodile' (22 mei 2004).
6. ↑  (de) ZBMS. Zwitserse Bundesamt für Verkehr BAV. Gearchiveerd op 4 juni 2019. Geraadpleegd op 6 juni 2019. “[In] 2013 legte das BAV einen verbindlichen Standard für die Zugbeeinflussung für Meter- und Spezialspurbahnen (ZBMS-Standard) fest.”
7. ↑  Europese Commissie, Verordening (EU) 2016/919 (pdf) (27 mei 2016).
8. ↑  Europese Commissie, Verordening (EU) 2016/919 (pdf) paragraaf 2.2 van de bijlage (27 mei 2016).
9. ↑  (en) Spoorwegbureau van de Europese Unie, Recommendation on the revision of CCS TSI - List of class B systems (pdf) (4 december 2015). Gearchiveerd op 26 januari 2019. Geraadpleegd op 2 maart 2019.
10. ↑  (en) PRESS KIT METRO AUTOMATION FACTS, FIGURES AND TRENDS (pdf) pagina 1. Gearchiveerd op 1 mei 2016. Geraadpleegd op 11 mei 2014.
11. ↑  (en) UITP (advancing public transport).